# Los 100 discos que debes tener antes del fin del mundo
Los 100 discos que debes de tener antes del fin del mundo es el nombre de una colección de discos creada y presentada en el año 2012 por Acosta Nesto y la compañía disquera Sony Music Entertainment México y su rama Sony Music Special Marketing, en la cual se compilan los 100 discos más representativos de Sony Music hasta el año 2012.

## Antecedentes
Años atrás, se habían publicado dos discos llamados Los 100 Grandes Que Debes Bailar Antes Del Fin Del Mundo y Las 100 Canciones Que Debes Oír Antes Del Fin Del Mundo. Estos 100 álbumes fueron re-masterizados, y tienen un mejor audio y fueron lanzados en edición digipak con una estampa que contiene la leyenda "Los 100 Discos Que Debes De Tener Antes Del Fin Del Mundo".

## Lista[2]
La Lista de Los 100 Discos Que Debes Tener Antes Del Fin Del Mundo quedó integrada de la siguiente forma:
1. Air Supply. Greatest Hits
2. Alejandra Guzmán. La Guzmán
3. Alejandro Fernández. De Noche: Clásicos A Mi Manera...
4. Alejandro Fernández. Me Estoy Enamorando
5. Alejandro Fernández. México-Madrid: En Directo Y Sin Escalas
6. Alejandro Fernández. Que Seas Muy Feliz
7. Ana Gabriel. En Vivo
8. Ana Gabriel. Mi México
9. Ana Gabriel. Tierra De Nadie
10. Barry Manilow. Greatest Hits: The Platinum Collection
11. Britney Spears. Oops!... I Did It Again
12. Caifanes. El Nervio Del Volcán
13. Caifanes. El Silencio
14. Camila. Todo Cambio
15. Camilo Sesto. Más y Más
16. Celine Dion. All the Way... A Decade of Song
17. Chayanne. Atado a tu amor
18. Chayanne. Tiempo de vals
19. Cri-Cri. 15 Éxitos De Cri Cri Vol. I
20. Cristian Castro. Lo Mejor De Mi
21. Emmanuel. Íntimamente
22. Enrique Guzmán. Serie De Colección 15 Auténticos Éxitos
23. Eros Ramazzotti. Donde hay música
24. Eros Ramazzotti. Eros
25. Eydie Gorme / Los Panchos. Eydie Gorme Canta En Español Con Los Panchos / Amor
26. Eydie Gorme / Los Panchos. Cuatro Vidas
27. Franco de Vita. Al norte del sur
28. Franco de Vita. En Vivo Marzo 16
29. Gipsy Kings. Gipsy Kings
30. Gloria Estefan. Éxitos De Gloria Estefan En Español
31. Gloria Estefan. Mi tierra
32. Gloria Trevi. Tu ángel de la guarda
33. Javier Solís. Fantasía Española De Agustín Lara Con Javier Solís
34. Javier Solís. Serie De Colección 15 Auténticos Éxitos
35. Javier Solís. Payaso
36. Joaquín Sabina. Física y Química
37. José Alfredo Jiménez. Serie De Colección 15 Auténticos Éxitos
38. José Alfredo Jiménez. 15 Éxitos Con El Mariachi Vargas De Tecalitlán
39. José José. 20 Triunfadoras De José José
40. José José. Secretos
41. José Luis Rodríguez. Dueño de nada
42. José Luis Rodríguez/ Los Panchos. Inolvidable
43. Juan Gabriel. 15 años, 15 baladas, 15 éxitos
44. Juan Gabriel. 15 años de éxitos rancheros
45. Juan Gabriel. Juan Gabriel Con El Mariachi Vargas De Tecalitlán
46. Juan Gabriel. Cosas de enamorados
47. Julieta Venegas. Si
48. Julio Iglesias. A México
49. Julio Iglesias. Hey!
50. Julio Iglesias. Raíces
51. Kalimba. Amar y Querer: Homenaje a las grandes canciones Vol. I
52. La Maldita Vecindad y los Hijos del 5º Patio. El Circo
53. La 5ª Estación. Flores de alquiler
54. La Sonora Santanera. Nuestro aniversario en voz de...
55. La Sonora Santanera. Serie de colección 15 auténticos éxitos
56. La Sonora Santanera / Sonia López. Canta Sonia López
57. La Sonora Santanera / Sonia López. Serie de colección 15 auténticos éxitos: Canta Sonia López
58. Leo Dan. Serie de colección 15 auténticos éxitos
59. Leonardo Favio. Los grandes éxitos de Leonardo Favio
60. Los Fabulosos Cadillacs. Vasos Vacíos
61. Los Teen Tops. Serie de colección 16 auténticos éxitos
62. Lucha Villa. Interpreta a Juan Gabriel con el Mariachi Arriba Juárez
63. Luis Cobos. Mexicano con la Orquesta Filarmónica Real
64. Mariah Carey. Mariah Carey
65. Mariah Carey. Music Box
66. Men at Work. Business as Usual
67. Michael Bolton. Timeless: the classics
68. Mocedades. 15 años de música
69. Mónica Naranjo. Mónica Naranjo
70. Neil Diamond. The Jazz Singer
71. OV7. CD 00
72. Pandora. En Carne Viva
73. Piero. Los grandes éxitos de Piero
74. Ray Conniff. Serie de Colección 15 Auténticos Éxitos
75. Ricardo Arjona. Animal Nocturno
76. Ricardo Arjona. Historias
77. Ricky Martin. La historia
78. Roberto Carlos. Roberto Carlos '88
79. Rocío Dúrcal. Rocío Dúrcal canta a Juan Gabriel volumen 6 con el Mariachi Arriba Juárez / Amor Eterno[3]
80. Rocío Dúrcal. Rocío Dúrcal sus 16 grandes éxitos
81. Rocío Dúrcal / Juan Gabriel. Frente A Frente Vol. I
82. Rocío Dúrcal / Juan Gabriel. Frente A Frente Vol. II
83. Santana. Serie De Colección 15 Auténticos Éxitos
84. Santana. Supernatural
85. Shakira. Donde Están Los Ladrones?
86. Shakira. Pies descalzos
87. Sin Bandera. Sin Bandera
88. Soda Stereo. La historia de Soda Stereo
89. Soda Stereo. Ruido blanco
90. System of a Down. Toxicity
91. Tania Libertad. Tania Libertad canta a José Alfredo Jiménez
92. Tania Libertad. Alfonsina Y El Mar
93. The Outfield. Play Deep / The Outfield[4]
94. Toto. Toto IV
95. Vicente Fernández. El Tahúr
96. Vicente Fernández. Serie de colección 15 grandes con el número 1
97. Vicente Fernández. Para Siempre
98. Vikki Carr. Serie de Colección 15 Auténticos Éxitos
99. Yanni. Live At The Acropolis With Royal Philharmonic Concert Orchestra
100. Yuridia. La Voz De Un Ángel
101. Zoe. Grandes Hits

## Lista No. 2
José Manuel Cuevas y Jorge Ávila confirmaron que se haría una segunda lista y que se incluirían a artistas rancheros como Los Dandys y al Trío Los Panchos. Además de que tratarían de obtener el permiso de Epic Records para publicar Thriller de Michael Jackson, el cual es el álbum más vendido de todos los tiempos y de Warner Music México para publicar Re de Café Tacvba, el más importante del rock iberoamericano, además de incluir los discos dúos de Juan Gabriel y curiosamente dos discos más de Pandora quien es el trío más longevo de habla hispana con sus mismas integrantes, como son Pandora de Plata y Por eso...Gracias, sin embargo no se ha dado a conocer la fecha de la publicación de esta segunda lista.